# Avenue Jules Genicot
 (août 2025).
Motif : Rue sans notoriété évidente. Sources secondaires semblent absentes.
- Archive Wikiwix
- Bing
- Cairn
- DuckDuckGo
- E. Universalis
- Gallica
- Google
- G. Books
- G. News
- G. Scholar
- Persée
- Qwant
- (zh) Baidu
- (ru) Yandex
- (wd) trouver des œuvres sur Wikidata

| 1. | Préciser le motif de la pose du bandeau. | Précisez le motif de la pose du bandeau en utilisant la syntaxe suivante : {{admissibilité à vérifier\|date=août 2025\|motif=remplacez ce texte par le motif}}                            |
| 2. | Informer les utilisateurs concernés.     | Pensez à avertir le créateur de l'article, par exemple, en insérant le code ci-dessous sur sa page de discussion : {{subst:avertissement admissibilité à vérifier\|Avenue Jules Genicot}} |

 (août 2025).
Si vous disposez d'ouvrages ou d'articles de référence ou si vous connaissez des sites web de qualité traitant du thème abordé ici, merci de compléter l'article en donnant les références utiles à sa vérifiabilité et en les liant à la section « Notes et références ».
Pour les articles homonymes, voir Genicot.
L'avenue Jules Genicot est une rue bruxelloise de la commune d'Auderghem qui relie la place Félix Govaert (ancienne place de la Station) avec le boulevard du Souverain, formant le square du Souverain sur une longueur de 130 mètres.

## Historique et description
En 1881, la nouvelle voie ferrée Bruxelles-Tervuren initia une importante évolution. 
En 1882, un nouveau quartier y apparut. Construit par la Compagnie Immobilière de Belgique sur l'Auderghemveld, propriété de l'ancien bourgmestre Henri de Brouckère, il s'agissait des travaux de voirie les plus importants dans la commune, autonome depuis 1863.
L'un de ces chemins menait de la gare - place de la Station (actuelle place Félix Govaert) - vers un petit pont enjambant la Woluwe, à l'actuelle rue Émile Steeno. C'était le chemin le plus court pour permettre aux voyageurs du rail de se rendre vers la forêt. 
Le 14 mai 1882, le collège la baptisa avenue de la Forêt, incluant l'actuelle avenue Hector Gobert (tronçon renommé en 1925) puisque le boulevard du Souverain était alors inexistant. La nouvelle avenue était longue d'environ 270 m.
Le 24 mars 1916, à cause de doublons à Bruxelles, l' avenue de la Forêt fut débaptisée en avenue Govaert avec effet au 1er janvier 1917.
Le 10 juillet 1945, le collège marque son accord, à la suite de la demande de Juliette, fille de feu le bourgmestre Jules Genicot, d'intervertir les appellations de la place Genicot (ancienne place de la Station) et de cette avenue Govaert, où étaient situés les biens immobiliers de ses parents. Les frais induits par ces changements furent supportés par la famille.